# Corrado Ursi
Corrado Ursi (Andria, 26 juli 1908 - Napels, 29 augustus 2003) was een Italiaans geestelijke en kardinaal van de Katholieke Kerk.
Ursi bezocht het kleinseminarie in zijn geboortestad en studeerde vervolgens aan het grootseminarie van Molfetta. Hij werd op 25 juli 1931 priester gewijd. Hij werd vervolgens eerst vice-rector en daarna vice-rector van het grootseminarie waar hij zelf gestudeerd had. Daarnaast werkte hij - tijdens de zomervakantie - als inval-pastoor in verschillende Italiaanse bisdommen. Hij werd in 1943 door paus Pius XII benoemd tot kamerheer in buitengewone dienst. Op 29 juli 1951 werd hij benoemd tot bisschop van Nardò, in de hak van Italië. Hij ontving zijn bisschopswijding uit handen van Carlo Confalonieri, prefect van de Heilige Congregaties voor de Seminaries en Universiteiten. Paus Johannes XXIII bevorderde Ursi in 1961 tot aartsbisschop van Acerenza. Aartsbisschop Ursi nam deel aan het Tweede Vaticaans Concilie. In 1966 benoemde paus Paulus VI hem tot aartsbisschop van Napels. 
Tijdens het consistorie van 26 juni 1967 creëerde paus Paulus VI hem kardinaal. Hij kreeg de San Callisto als titelkerk. Kardinaal Ursi nam deel aan het eerste conclaaf van 1978 en ook aan het tweede, die leidden tot de verkiezing van respectievelijk paus Johannes Paulus I en Johannes Paulus II. Tijdens het oktoberconclaaf gold hij - vooral omdat men hem vond lijken op paus Johannes Paulus I - als papabile. Hij zou tijdens dat conclaaf ook een flink aantal stemmen hebben vergaard.
In 1987 legde Ursi het bestuur van zijn aartsbisdom neer. Hij werd opgevolgd door Michele Giordano. Ursi leefde als aartsbisschop-emeritus nog een flinke tijd in Napels. Hij overleed in 2003 en werd begraven in de  Basilica dell'Incoronata Madre del Buon Consiglio e dell'Unità dei Cristiani in Capodimonte.

## Bron
- Biografische aantekening, met foto, op The Cardinals of the Holy Roman Church